# آتانازیا موریتو
آتانازیا موریتو (انگلیسی: Athanasia Moraitou؛ زادهٔ ۲ آوریل ۱۹۹۷) بازیکن فوتبال اهل آلمان است.
وی همچنین در تیم ملی فوتبال Greece بازی کرده‌است.